# Уманський світломузичний фонтан
Унікальний фонтан в Умані - «Перлина кохання», комплекс фонтанів на суші і на воді, який повинен привернути ще більше туристів. В Умані, який щороку зустрічає в півмільйона гостей, хочуть ще збільшити кількість туристів. Головною родзинкою досі там був Софіївський парк. Але зараз у міста з'явилася нова туристична пам'ятка.
Це унікальний комплекс фонтанів на суші і на воді. Основна чаша фонтану на суші з світломузичним шоу і шоу на водному екрані, світлодинамічний плаваючий фонтан на Осташівський став і три статичні фонтани зі світлодинамічним підсвічуванням, колір яких не повторюється протягом дня.
Чаша головного фонтану - 450 квадратних метрів, водний екран площею майже 200 квадратних метрів.
Висота струменя води плаваючого фонтану на Осташівському ставі становить 19 метрів, а статичних 1,9 метрів.
За оцінками фахівців, уманський світломузичний комплекс фонтанів увійшов до трійки найбільших в Україні.
Свою назву Перлина кохання комплекс фонтанів отримав в результаті онлайн-голосування на сторінках соцмереж ініціатора будівництва фонтану в Умані народного депутата України від партії Відродження Антона Яценко. За його словами, за назву Перлина кохання проголосували найбільшу кількість користувачів, які брали участь в опитуванні.
- https://www.youtube.com/watch?v=OSixexvoflY Відео, Уманські світломузичні фонтани